# Železniční nehoda v Moravanech
Železniční nehoda v Moravanech byla srážka vlaku Lv 72461 společnosti ČD Cargo tvořeného pouze lokomotivou 163.004-5 s osobním vlakem Os 5011 Českých drah, sestávajícím z lokomotivy 163.039-1 a tří osobních vozů Bdmtee, s následným vykolejením v důsledku selhání zabezpečovacích systémů. K nehodě došlo 19. května 2008 ve 4.48 v železniční stanici Moravany na železniční trati Kolín – Česká Třebová.
Při nehodě zemřel strojvedoucí vlaku Lv 72461 a čtyři další lidé včetně strojvedoucího osobního vlaku byli zraněni. Celková škoda byla vyčíslena na 12 643 092 Kč.

## Vyšetřování nehody

### Zjištění o průběhu nehody
Bezprostředně po nehodě se předpokládalo, že lokomotiva společnosti ČD Cargo projela vjezdové návěstidlo s návěstí zakazující jízdu (červené světlo), což se ale nepotvrdilo.
Vyšetřováním bylo zjištěno, že při odjezdu ze stanice Kostěnice strojvedoucí osobního vlaku použil pískování, aby při silném dešti zvýšil adhezi kol. Poté, co po ukončení rozjezdu pískování vypnul, probíhalo z důvodu závady (zaseklý elektropneumatický ventil) na levé straně lokomotivy intenzivně bez jeho vědomí dál, a to i po příjezdu do stanice Moravany. Velké množství písku na temeni kolejnice pak způsobilo přerušení kolejového obvodu staničního zabezpečovacího systému (galvanický odpor se zvýšil nad mez, kterou zabezpečovací zařízení pokládá za hraniční mezi stavem obsazené a neobsazené koleje). Ten označil staniční kolej za volnou, následně v souladu s nastavenou předvolbou vjezdové návěstidlo ukázalo návěst „volno“ a lokomotivní vlak vjel do stanice.

### Formulace závěru o příčinách nehody, kontroverze
Za bezprostřední příčiny nehody Drážní inspekce (DI) označila přerušení kolejového obvodu staničního zabezpečovacího systému na koleji, kde stál osobní vlak, a reakci tohoto zabezpečovacího systému na neočekávanou změnu informace o volnosti koleje. Zásadními příčinami pak byly nezajištění kompatibility mezi provozovanými lokomotivami a kolejovými obvody při pískování a vnitřní logika staničního zabezpečovacího zařízení, kdy systém po uvolnění jednoho oddílu nekontroluje, zda byl obsazen některý sousední. Systémovou chybou pak bylo shledáno připuštění provozu drážních vozidel nekompatibilních s kolejovými obvody bez odpovídajících bezpečnostních opatření.
Závěr zprávy DI byl v médiích napaden statutárním zástupcem dodavatele zabezpečovacího zařízení, firmy AŽD Praha. Ten odmítl uvedený podíl zabezpečovacího zařízení na vzniku nehody, tj. poukaz DI na chování systému, který po uvolnění jednoho oddílu nekontroluje, zda byl obsazen některý sousední. Prohlásil, že zařízení plně odpovídá specifikacím obsaženým v kontraktu a platným technickým normám. Pracovník DI, který vedl vyšetřování, byl nevybíravým způsobem označen za nekompetentního.
Úkolem DI však není určit míru zavinění, není orgánem činným v trestním řízení. Charakter závěrečné zprávy je technický, zpráva má popsat celý řetězec příčin vedoucí ke vzniku mimořádné události a obsahovat i doporučení preventivních opatření.

### Preventivní opatření SŽDC
Správa železniční dopravní cesty vydala na podzim téhož roku „Pokyn provozovatele dráhy pro zajištění plynulé a bezpečné drážní dopravy č. 1/2008 - Použití písku pro trakční účely“, kterým stanovuje technické podmínky pro pískovací zařízení vozidel, která mají být provozována na síti SŽDC (počet současně aktivních písečníků, limity množství písku v závislosti na rychlosti jízdy, druh písku apod.), pravidla používání pískovacího zařízení (mj. zákaz pískování při brzdění za rychlosti nižší než 20 km/h - v novém předpise zrušeno, pískování je nyní při brzdění za špatných adhezních podmínek doporučeno ne-li přímo nařízeno (ČD V15). Zákaz používání pískování se vztahuje jen na jízdu přes výhybky a správná funkce pískovacího zařízení se musí minimálně jednou za směnu zkontrolovat) a postupy při zjištění závady na pískovacím zařízení. 

### Ovlivňování
Vyšetřování nehody se těšilo veliké pozornosti Ministerstva dopravy ČR, které kritizovalo DI pro údajné překročení pravomocí, uskutečněné zasláním bezpečnostního sdělení Evropské železniční agentuře. DI na to reagovala vyjádřením, podle kterého bylo zaslání tohoto sdělení její zákonnou povinností, což jí potvrzuje i ERA.